# 무지개 (아라가키 유이의 음반)
니지(虹 무지개[*])는 아라가키 유이의 세 번째 정규 앨범이다.

## 개요
2010년 9월 22일, 초회한정반 A, 초회한정반 B와 통상반 등 3가지 구성으로 발매되었으며, 한정반 A의 자켓은 아라가키 유이가 그린 오리지널 일러스트이다.

## 수록곡

### CD
1. No problem!
작사, 작곡, 편곡 : 마쓰오카 모토키
2. ふわり
작사 : 아라가키 유이 / 작곡 : CUBE JUICE / 편곡 : 마츠오카 모토키
3. 小さな恋のうた
작사 : 우에즈키 요사쿠 / 작곡 MONGOL800 / 편곡 : 아이다 시게카즈
SONY WALKMAN "Play You." CM송
4. Collage
작사 : Tomoko Kawase / 작곡 : Shunsaku Okuda / 편곡 : 아이다 시게카즈
5. ハナミズキ
작사 : 히토토 요 / 작곡 : 마쓰코 다쓰로 / 편곡 : 마쓰오카 모토키
6. てくてく
작사 : kenko-p / 작곡 : 나쓰메 / 편곡 : 마쓰오카 모토키
7. 扉
작사, 작곡 : 구마키 안리 / 편곡 : 마쓰오카 모토키
8. プレゼント
작사, 작곡 : 구보 겐지 / 편곡 : 마쓰오카 모토키
9. Days
작사 : 모리 유리코 / 작곡 : 야마시타 가즈아키 / 편곡 : 히로이즘
10. WALK
작사, 작곡 : 모리구치 도모미 / 편곡 : 마쓰오카 모토키
영화 《곤충 이야기 꿀벌 해치~용기의 멜로디~》 주제가
11. 虹
작사, 작곡 : 마쓰오카 모토키, 아라가키 유이 / 편곡 : 마쓰오카 모토키

### DVD
1. 小さな恋のうた (Music Video)
2. WALK (Music Video)
3. ハナミズキ (Music Video)
4. Yui MAKING